# Franz-Serafin Exner
Franz-Serafin Exner (Wenen, 24 maart 1849 – aldaar, 15 november 1926) was een Oostenrijks natuurkundige.

## Biografie
Exner kwam uit een van de belangrijkste universitaire families gedurende de Habsburgse monarchie. Na Adolf Exner, Karl Exner, Sigmund Exner en Maria von Frisch was Franz-Serafin de jongste van de vijf kinderen van Franz Exner (1802-1853) en Charlotte Dusensy (1814-1859). Zijn vader was van 1831 tot 1848 hoogleraar filosofie in Praag en aansluitend minister van onderwijs in Wenen. Hij was een invloedrijke hervormer van het universitair onderwijs in Oostenrijk, die een blijvende invloed had op het Oostenrijkse onderwijsbeleid.
Zoon Exner studeerde vanaf 1867 natuurkunde aan de Universiteit van Wenen, Hij promoveerde in de filosofie, na een jaar studeren onder August Kundt in Zürich waar hij ook samenwerkte met Kundts student en assistent Wilhelm Röntgen, in 1871 in Wenen. De grootste invloed op zijn opleiding betrof echter Viktor von Lang, die vanaf 1866 de leerstoel fysica innam en zijn opleiding aanzienlijk bevorderde.
In 1872 werd hij assistent op de pas-opgerichte Universiteit van Straatsburg onder Kundt, maar hij keerde al in 1873 terug naar Wenen om aldaar een jaar later te habiliteren op het proefschrift "Über die Diffusion der Dämpfe durch Flüssigkeitslamellen". Vervolgens was hij de assistent van Von Lang in Wenen en eredocent aan de hogeschool voor bodemcultuur. In 1879 werd hij benoemd tot buitengewoon hoogleraar, in 1891 bevorderd tot gewoon hoogleraar aan het Chemisch-Fysisch Instituut, dat in 1902 werd omgedoopt tot "Tweede Fysica Instituut" toen hij Josef Loschmidt opvolgde. Deze Loschmidt was een vriend van de familie die voor de "Exner-kinderen" had gezorgd na het vroege overlijden van beide ouders in 1853.
Toen Exner in 1908 werd benoemd tot rector magnificus van de Universiteit van Wenen stond hij op het hoogtepunt van zijn wetenschappelijke activiteiten die binnen een generatie het "Centrum van de Oostenrijkse Natuurkunde" was geworden. In 1922 ging hij met emeritaat.

## Betekenis
Franz-Serafin Exner werd door zijn studenten omschreven als een veelzijdige, hoogopgeleide en gecultiveerde natuurkundige met een sterke visie. Hij was een pionier op vele gebieden van de moderne natuurkunde. Het is grotendeels aan hem te danken dat in Oostenrijk de opkomende onderwerpen van radioactiviteit, spectroscopie, elektrochemie (galvanisch element), elektriciteit in de atmosfeer en kleurenchemie in een vroeg stadium werden behandeld.
Tot zijn bekendste studenten behoorden Marian Smoluchowski, een Weense van Poolse afkomst die onafhankelijk van Albert Einstein en Friedrich Hasenöhrl die theorie van brownse-beweging formuleerde, de latere Nobelprijswinnaars Victor Franz Hess en Erwin Schrödinger, die in 1911 begon als Exners assistent, en ten slotte Stefan Meyer, die in 1910 de eerste directeur werd van het door Exner opgerichte "Instituut voor Radiumonderzoek". Ook was hij de promotor van Lise Meitner.
In zijn later jaren behandelde hij in een ongepubliceerde werk "Vom Chaos zur Gegenwart" (Van chaos tot heden) de filosofische-cultureel kritische aspecten van een culturele dan wel wetenschappelijk voortuitgang van de mensheid op het toenmalige spanningsveld van Oswald Spenglers theorieën over diens De ondergang van het Avondland.